# Album – Generic Flipper
Album — Generic Flipper (рус. Альбом — Общий плавник) — дебютный студийный альбом американской панк-рок группы Flipper, вышедший в 1982 году.
В ноябре 2007 журнал Blender в своем списке 100 величайших инди-рок альбомов всех времен поставил Generic Flipper на 86 место.
В 2016 году альбом занял 26-е место в списке «40 величайших панк-альбомов всех времен» по версии журнала Rolling Stone.

## Список композиций
| №  | Название                    | Автор(ы)      | Длительность |
| -- | --------------------------- | ------------- | ------------ |
| 1. | «Ever»                      | Брюс Луз      | 2:56         |
| 2. | «Life Is Cheap»             | Луз           | 3:55         |
| 3. | «Shed No Tears»             | Уилл Шаттер   | 4:26         |
| 4. | «(I Saw You) Shine»         | Шаттер        | 8:31         |
| 5. | «Way of the World»          | Шаттер        | 4:23         |
| 6. | «Life»                      | Шаттер        | 4:44         |
| 7. | «Nothing»                   | Луз           | 2:18         |
| 8. | «Living for the Depression» | Дай Ант / Луз | 1:23         |
| 9. | «Sex Bomb»                  | Шаттер        | 7:48         |

## Участники записи

### Flipper
- Уилл Шаттер — бас-гитара («Ever», «Life Is Cheap», «Way of the World», «Nothing», «Living for the Depression»), лид-вокал («Shed No Tears», «(I Saw You) Shine», «Life», «Sex Bomb»), бэк-вокал («Living for the Depression»)
- Брюс Луз — бас-гитара («Shed No Tears», «(I Saw You) Shine», «Life», «Sex Bomb»), лид-вокал («Ever», «Life Is Cheap», «Way of the World», «Nothing», «Living for the Depression»), бэк-вокал («Life»), звуковые эффекты и бас-гитарный фидбэк («Nothing»)
- Тед Фалькони — гитара
- Стив ДеПейс — ударные, литавры и перкуссия («Nothing»)
- Flipper — рукоплескания («Ever»), перкуссия («Nothing»)

### Приглашённые музыканты
- Бобби — саксофон («Sex Bomb»)
- Уорд — саксофон («Sex Bomb»)
- Кертис — перкуссия («Nothing»)
- Дай Ант — перкуссия («Nothing»)
- Джонни — перкуссия («Nothing»)
- «остальные» — перкуссия («Nothing»)

### Производство
- Крис — продюсер
- Flipper — продюсер